# Ngog-Mapubi
Pour les articles homonymes, voir Ngog.
Ngog-Mapubi est une commune rurale du Cameroun, située dans le département de Nyong-et-Kéllé et la région du Centre. Créée en 1972, elle comprend 18 villages regroupés en 10 communautés.

## Géographie

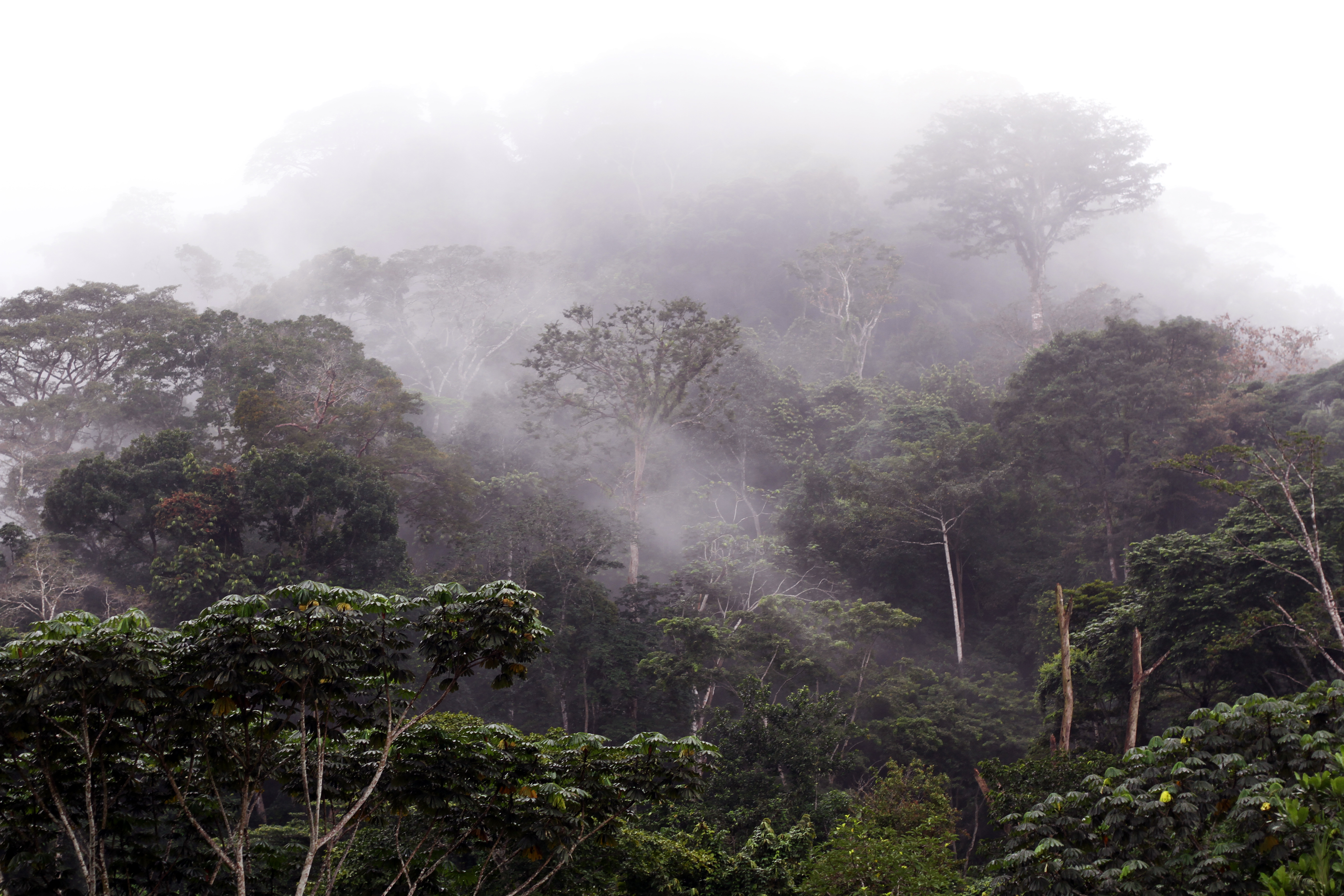
Forêt équatoriale

Le relief dominant est constitué de collines et de plateaux, avec quelques montagnes rocheuses et des grottes. La majorité des sols sont latéritiques.
Le climat est de type équatorial, avec quatre saisons de durée inégale. Les températures sont élevées, comprises entre 21 et 27 °C en moyenne ; l’amplitude thermique annuelle ne dépasse pas 4 °C. Les précipitations annuelles varient entre 1 500 et 2 000 mm.
La végétation dominante est la forêt, à laquelle s'ajoutent des plantations de cacaoyers, de palmiers à huile et de bananiers plantains.

## Population
Lors du recensement de 2005, la commune comptait 9 137 habitants. Ce sont majoritairement des Bassa.

## Organisation territoriale

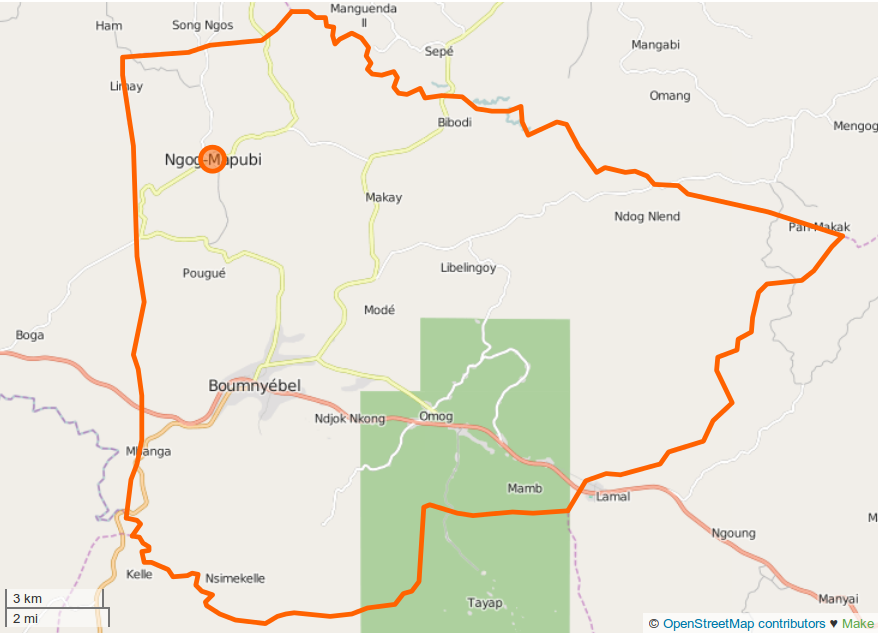
.

Outre Ngog-Mapubi proprement dit, la commune comprend les villages suivants  :
- Bibodi
- Boumnyébel
- Libelingoï
- Limaï
- Makaï
- Mamb
- Modé
- Ndjock Nkong
- Ngog Bassong
- Nko'o
- Nsimekellé
- Omog
- Song Mpeck
- Tayap